# Bench
Bench er en kortfilm instrueret af Niels Elmvig Bruhn efter eget manuskript.